# Cut Bank
Cut Bank é uma cidade localizada no estado americano de Montana, no Condado de Glacier e é a sede desse condado.

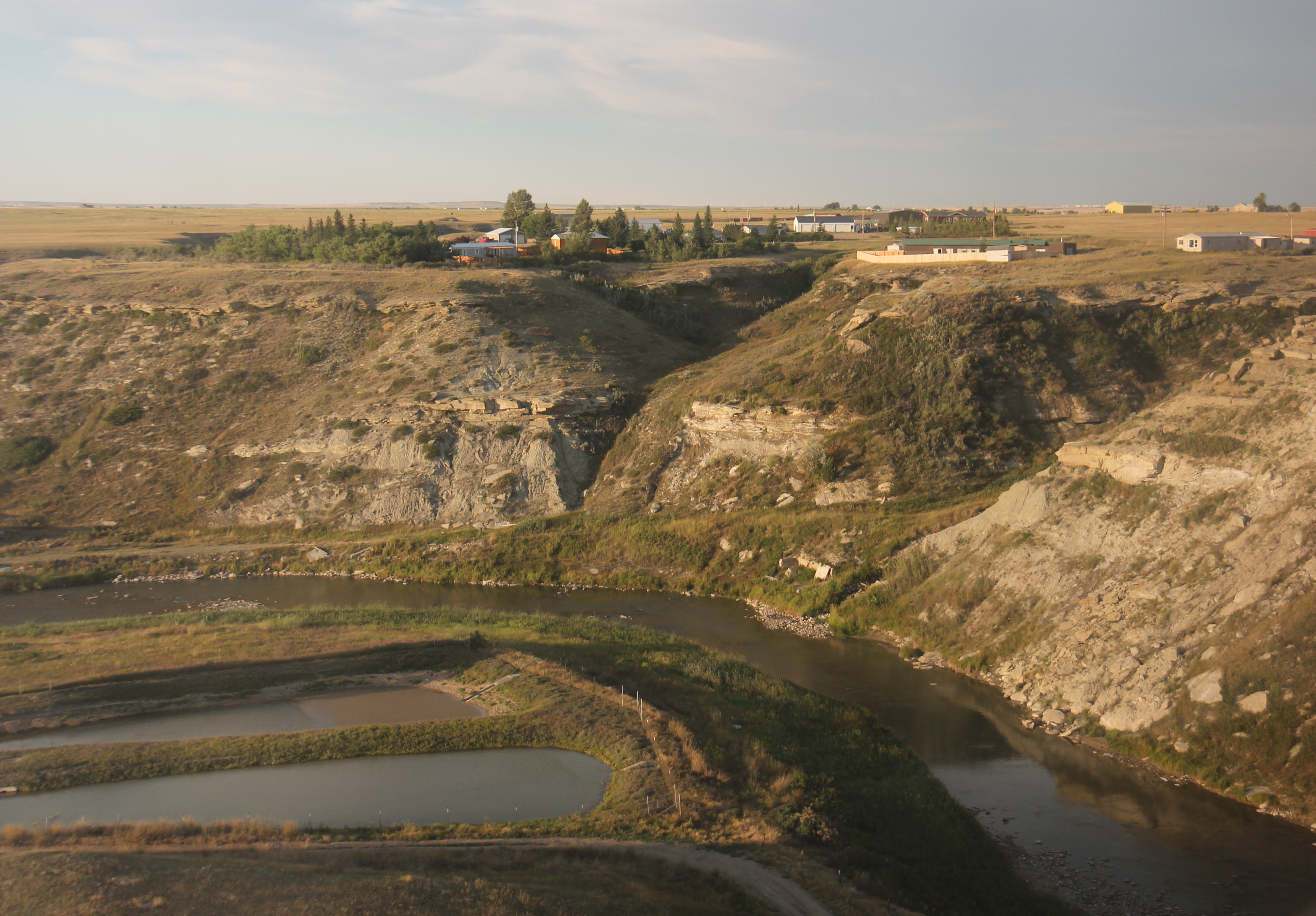
Vista de Cut Bank, no estado de Montana

,

## Demografia
Segundo o censo americano de 2010, a sua população era de 2869 habitantes.

## Geografia
De acordo com o United States Census Bureau tem uma área de
2,5 km², dos quais 2,5 km² cobertos por terra e 0,0 km² cobertos por água. Cut Bank localiza-se a aproximadamente 1164 m acima do nível do mar.

## Localidades na vizinhança
O diagrama seguinte representa as localidades num raio de 44 km ao redor de Cut Bank.